# Cesante (película)
Cesante (también conocida como Cesante: Cada día somos más) es una película de comedia animada para adultos chilena de 2003 dirigida por Ricardo Amunátegui y escrita por Marco Antonio de la Parra, Nicolás López y Esteban Schneider. La voz del protagonista fue interpretada por el reconocido humorista chileno Coco Legrand. La película fue considerada para representar a Chile en la categoría de Mejor película extranjera en la 76.ª edición de los Premios Óscar, pero no fue seleccionada.

## Sinopsis
Carlos Meléndez un hombre que ha tenido mala suerte en su vida, rompió su relación con su novia y a pesar de que se haya quedado sin gas, agua ni electricidad, tiene que salir a buscar trabajo. En solo 12 horas y al ritmo de su agitado reloj, tendrá que pelear con secretarias insoportables, ladrones punks, la fuerza policial, un cafe-topless, hot-dogs podridos y un fanático religioso. Todo eso para ser, de una vez por todas, respetado.

## Actores de voz
Los siguientes actores participaron dando las voces de los personajes:
| Actor                    | Personaje                   |
| ------------------------ | --------------------------- |
| Coco Legrand             | Carlos Meléndez             |
| Yasmín Valdés            | Leslie / Chica en café      |
| Gonzalo Robles           | Gallo Claudio               |
| Cristián García-Huidobro | Carabinero flaco            |
| Christián Mejía          | Carabinero gordo / Mafioso  |
| Fredy Guerrero           | Borracho                    |
| Claudio Reyes            | Vendedor / Gerente de banco |
| Katyna Huberman          | Wendy                       |
| Natalia Cuevas           | Gitana / Vieja gorda        |
| Vanessa Miller           | Chica punk                  |
| Fernando Larraín         | Boy scout / Mafioso         |
| Liliana Ross             | Vieja cuica                 |
| Luis Dubó                | Predicador evangélico       |
| Patricia Irribarra       | Vieja gorda                 |
| Juan Andrés Salfate      | Voz en off                  |

## Lanzamiento
Cesante iba a estrenarse originalmente el 29 de mayo de 2003, pero se retrasó una semana por una apelación al Consejo de Calificación Cinematográfica, que inicialmente autorizó su exhibición sólo para mayores de 18, rebajando más tarde la censura a 14 años.

## Recepción

### Taquilla
Cesante estuvo tres semanas en cartelera y llevó apenas 8.643 personas a las salas considerándose un fracaso.

### Premios y nominaciones
| Año  | Premio / Festival                          | Categoría              | Recipiente | Resultado | Ref.        |
| ---- | ------------------------------------------ | ---------------------- | ---------- | --------- | ----------- |
| 2003 | Festival Internacional de Cine de Valdivia | Mejor Película Chilena | Cesante    | Ganadora  | [ 7 ] [ 8 ] |